# Локомотив (баскетбольный клуб, Москва)
«Локомотив» — бывший баскетбольный клуб из Москвы.

## О команде
Клуб был основан в 1923 году, как и само общество железнодорожников. Коллектив принимал участие в первом клубном чемпионате СССР 1937 года. В довоенное время клуб был одним из сильнейших в СССР, став чемпионом в 1939. В 1946 году был создан фарм - клуб Локомотива в Минеральных Водах. После войны столичный клуб проведя несколько сезонов, команда покинула высшую лигу, изредка туда возвращаясь. В 1980-х окончательно прекратил существование, а игроки перешли в фарм-клуб минераловодский Локомотив.

## Достижения
- Чемпион СССР: 1939
- Серебро чемпионата СССР: 1938
- Бронза чемпионата СССР: 1937, 1940, 1944

## Источник
Генкин, Зиновий Аронович. Баскетбол: Справочник / Авт.-сост. З. А. Генкин, Е. Р. Яхонтов. — М.: Физкультура и спорт, 1983. — 224с.